# Red Boys Differdange (pallamano)
I Red Boys Differdange è una squadra di pallamano maschile lussemburghese con sede a Differdange.

È stata fondata nel 1939.

## Palmarès

### Titoli nazionali
- Campionato lussemburghese: 7
  - 1954-55, 1958-57, 1989-90, 1990-91, 1996-97, 1997-98, 1998-99.